# Cyrtodactylus puhuensis
Espèce
Cyrtodactylus puhuensis est une espèce de geckos de la famille des Gekkonidae.

## Répartition
Cette espèce est endémique de la province de Thanh Hóa au Viêt Nam.

## Étymologie
Son nom d'espèce, composé de puhu et du suffixe latin -ensis, « qui vit dans, qui habite », lui a été donné en référence au lieu de sa découverte, la réserve naturelle de Pù Hu.

## Publication originale
- Nguyen, Yang, Thi Le, Nguyen, Orlov, Hoang, Nguyen, Jin, Rao, Hoang, Che, Murphy & Zhang, 2014 : DNA barcoding of Vietnamese bent-toed geckos (Squamata: Gekkonidae: Cyrtodactylus) and the description of a new species. Zootaxa, no 3784 (1), p. 48–66.